# Comuna Volosiv, Andrușivka
Volosiv (în ucraineană Волосівська сільська рада) este o comună în raionul Andrușivka, regiunea Jîtomîr, Ucraina, formată din satele Ciubarivka și Volosiv (reședința).

## Demografie
Componența lingvistică a satului Volosiv
     Ucraineană (97,95%)
     Rusă (2,05%)
Conform recensământului din 2001, majoritatea populației satului Volosiv era vorbitoare de ucraineană (97,95%), existând în minoritate și vorbitori de rusă (2,05%).